# 5-hexenonitrilo
El 5-hexenonitrilo, llamado también 5-ciano-1-penteno y 4-pentenil cianuro, es un nitrilo cuya fórmula molecular es C6H9N. Su estructura es similar que la del hexanonitrilo pero, a diferencia de éste, posee un doble enlace entre los carbonos 5 y 6.

## Propiedades físicas y químicas
A temperatura ambiente, el 5-hexenonitrilo es un líquido incoloro o de color amarillo pálido con un olor característico. Su densidad es inferior a la del agua (ρ = 0,837 g/cm³).
Tiene su punto de ebullición a 162 °C y su punto de fusión —valor teórico y no experimental— a -64 °C.
Es muy poco soluble en agua, apenas 2 g/L. El valor del logaritmo de su coeficiente de reparto, logP = 1,29, indica que es más soluble en disolventes apolares que en disolventes polares.
En cuanto a su reactividad, el 5-hexenonitrilo es incompatible con agentes oxidantes.

## Síntesis y usos
El 5-hexenonitrilo se puede sintetizar haciendo reaccionar 5-bromo-1-penteno con cianuro potásico en etilenglicol a 100 °C; el producto final, tras enfríarse y diluirse con agua, se extrae en éter etílico. El rendimiento de este procedimiento alcanza el 82%.
Asimismo, la reacción entre bromuro de alilo y acrilonitrilo, utilizando como mediador [CpFe(CO)2]2, es otra forma de elaborar 5-hexenonitrilo.
La transposición de Beckmann de la ciclohexanona oxima a ε-caprolactama, llevada a cabo en fase de vapor por medio de una unidad de reactor de impulsos acoplada a un cromatógrafo de gases, también produce 5-hexenonitrilo; como catalizador se puede emplear AlPO4–γAl2O3.
Por último, la fragmentación del compuesto de estaño 3-(tributilstannil)ciclohexanona oxima es otra alternativa para la síntesis de 5-hexenonitrilo.
En cuanto a sus usos, se ha propuesto la utilización del 5-hexenonitrilo para la «funcionalización» de polímeros, proceso químico mediante el cual se incorporan grupos funcionales reactivos a una cadena polimérica; dichos polímeros reducen la histéresis de vulcanizados de caucho empleados en la fabricación de neumáticos.
En la naturaleza, este nitrilo ha sido identificado en Degenia velebitica, planta endémica europea del género Brassica.

## Precauciones
Este compuesto es un producto combustible que tiene su punto de inflamabilidad a 40 °C. Al arder puede emitir gases nocivos como óxidos de nitrógeno, monóxido de carbono y cianuro de hidrógeno.
Es un producto tóxico si se ingiere o inhala y su contacto provoca irritación en la piel y los ojos.